# ベッケドルフ
ベッケドルフ (ドイツ語: Beckedorf) は、ドイツ連邦共和国ニーダーザクセン州シャウムブルク郡ザムトゲマインデ・リントホルストに属す町村（以下、本項では便宜上「町」と記述する）である。リントホルストとバート・ネンドルフとの間、ビュッケベルクの北辺で連邦道B65号線に面している。

## 歴史
この地域最初の定住の痕跡は、ビュッケベルク北側のデュールヴァルト内の何千年も前のものである。肥沃な土壌と、古い通商・軍事道路に面する位置から、6世紀にはすでにベッケドルフの基礎となる「ドルフ・アン・デア・ベーケ」が創設された。
1394年に創設された古い礼拝堂の後継として、1740年に現在のホール式教会が建設された。9世紀から12世紀までビュッケベルクのハイスターベルクに、直径 65 m の環状城壁であるハイスター城があった。
ベッケドルフは、その成立史において、隣接するリントホルストと密接に関連している。1647年のシャウムブルク伯領分割後1949年まで、ベッケドルフはヘッセン領シャウムブルクに属した。1974年にこの町は、ザムトゲマインデ・リントホルストに加わった。
収穫の豊かな農業に支えられたこの町は発展し、1890年まで120戸を有するグラーフシャフト・シャウムブルク郡で2番目に大きな町であった。第二次世界大戦後には東部領土から追放された人々によって人口が増加した。
1911年から1960年までリントホルストとベッケドルフの間に位置する坑道で石炭の採掘がなされていた。炭坑の閉鎖と農業における多くの職場の喪失に対して、2つの企業の進出は、その一部を補ったに過ぎなかった。ベッケドルフは現在、シュタットハーゲンとハノーファーとの間の交通の便の良い住宅地として、多くの通勤労働者が住んでいる。

## 行政

### 首長
ベッケドルフの町長はザンドラ・フェルケニング (CDU) である。

## 引用
1. ↑  Landesamt für Statistik Niedersachsen, LSN-Online Regionaldatenbank, Tabelle A100001G: Fortschreibung des Bevölkerungsstandes, Stand 31. Dezember 2023